# چاریش
چاریش (به لاتین: Charysh) یک رود در روسیه است که در جمهوری آلتای واقع شده‌است.